# لیفنی
شهر لیفنی (به روسی: Ливны) در کشور روسیه و در اوبلاست اوریول واقع شده‌است.